# Chant du harpiste aveugle
Ne doit pas être confondu avec Chant du harpiste.
Le chant du harpiste aveugle est un poème de la littérature de l'Égypte antique supposément gravé sur les murs d'une tombe d'un des rois Antef (on ne sait lequel), d'après ce qui est indiqué en introduction « Le Chant qui est dans la demeure d'Antef ».
Il prouve un développement sans précédent de la réflexion ; ces chants des harpistes aveugles invitent à oublier le passé et à profiter du moment présent et des plaisirs naturels de la vie. Ce musicien aveugle compense son handicap physique par une grande habileté musicale.[réf. nécessaire] Il jouait de la harpe devant une divinité ou un défunt, représenté seul ou avec son épouse. Suivant l'importance de la harpe, le harpiste est debout légèrement courbé, assis ou agenouillé. La harpe vient se positionner devant les pieds du musicien, ou légèrement entre les jambes.

## «Chant qui se trouve devant le harpiste dans la maison du roi Antef»[1]
Des corps sont en marche ; d’autres entrent dans l’immortalité

Depuis le temps des anciens;

Les dieux qui vécurent autrefois reposent dans leur pyramide,

ainsi que les nobles, glorifiés, ensevelis dans leur pyramide.

Ils se sont bâti des chapelles dont l’emplacement n’est plus.

Qu’en a-t-on fait ?

J’ai entendu les paroles d’Imhotep et de Hordjedef,

Dont on rapporte partout les dires.

Où est leur tombeau ?

Leurs murs sont détruits, leur tombeau comme s’il n’avait pas été.

Nul ne vient de là-bas nous dire comment ils sont,

Nous dire de quoi ils ont besoin

Ou apaiser nos cœurs,

Jusqu’à ce que nous allions là où ils sont allés.

Réjouis ton cœur, pour que ton cœur oublie que tu seras un jour béatifié.

Suis ton cœur tant que tu vis,

Mets de la myrrhe sur ta tête,

Habille-toi de lin fin,

Oins-toi de ces vraies merveilles qui sont le partage d’un dieu;

Multiplie tes plaisirs, ne laisse pas s’atténuer ton cœur;

Suis ton cœur et les plaisirs que tu souhaites.

Fais ce que tu veux sur terre.

Ne contrains pas ton cœur.

Il viendra pour toi, ce jour des lamentations !

Le dieu au cœur tranquille n’entend pas les lamentations,

Les cris ne délivrent pas un homme de l’autre monde.

-

Fais un jour heureux, sans te lasser,

Vois, il n’y a personne qui emporte avec lui ses biens,

Vois, nul n’est revenu après s’en être allé.
— Pierre Gilbert, La Poésie égyptienne, Bruxelles, Fondation égyptologique Reine Elisabeth, p. 89, 1949